# 奥斯卡·尼尔松
奥斯卡·尼尔松（瑞典語：Oskar Nilsson，1897年1月25日—1958年3月29日），瑞典男子马术运动员。他曾代表瑞典参加1920年夏季奥林匹克运动会马术比赛，获得团体马背体操铜牌。